# Odontocera ornaticollis
Odontocera ornaticollis là một loài bọ cánh cứng trong họ Cerambycidae.